# Pena Branca
José Ramiro Sobrinho, mais conhecido como Pena Branca (Igarapava, 4 de setembro de 1939 — São Paulo, 8 de fevereiro de 2010), foi um cantor e compositor brasileiro de música sertaneja brasileiro.

## Biografia

### Carreira
Nasceu em Igarapava e viveu boa parte da vida em Uberlândia.
Em 1958, formou a dupla sertaneja Pena Branca e Xavantinho junto com seu irmão Ranulfo Ramiro da Silva, o Xavantinho, onde começaram a cantar, apresentando-se em uma rádio de Uberlândia. Mudaram-se para São Paulo para tentar a vida artística em 1968.
Tornaram-se exemplos da música sertaneja caipira, considerada "de raiz", em relação à música sertaneja com influências country que se popularizou nos anos 90. Seguiram como dupla até a morte de Xavantinho em outubro de 1999. 
Com a morte de Xavantinho, Pena Branca tem o apoio de músicos como Tarcísio Manuvéi e sua Orquestra de Violeiros do Cerrado, Renato Teixeira e Inezita Barroso para construir carreira solo. Inicia atividade mais intensa como compositor e regrava as músicas do irmão. Ganhou o Grammy Latino de Melhor Álbum de Música Sertaneja por "Semente Caipira" em 2001. Em 2002, lança pelo selo Kuarup Pena Branca Canta Xavantinho. Participa de CDs de outros músicos, como Renato Teixeira e do projeto Cantorias e Cantadores. O último trabalho de Pena Branca é Cantar Caipira, de 2008.

### Morte
Morreu em 8 de fevereiro de 2010, aos 70 anos, vítima de infarto. Pena Branca era casado e não teve filhos.

## Discografia

### Pena Branca & Xavantinho
- Velha morada (1980)
- Uma dupla brasileira (1982)
- Cio da terra (1987)
- Canto violeiro (1988)
- Cantadô do mundo afora (1990)
- Ao vivo em Tatuí - com Renato Teixeira (1992)
- Violas e canções (1993)
- Pena Branca & Xavantinho (1994)
- Ribeirão encheu (1995)
- Coração matuto (1998)

### Solo
- Semente Caipira (2000)
- Pena Branca canta Xavantinho (2002)
- Cantar Caipira (2008)